# Hugo Orlando Gatti
Hugo Orlando Gatti (Carlos Tejedor, Província de Buenos Aires, 19 d'agost de 1944 - Buenos Aires, 20 d'abril de 2025) fou un futbolista argentí que jugava de porter.

## Trajectòria

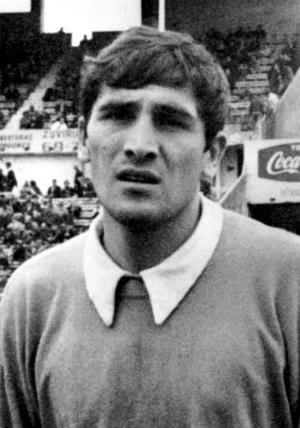
Hugo Gatti l'any 1966.

Jugà a la primera divisió argentina durant 26 temporades amb un total de 765 partits.
Començà a jugar pel Club Atlético Atlanta a la sisena divisió. Debutà a primera el 1962 enfront Gimnasia y Esgrima La Plata. Després de 38 partits amb Atlanta fou adquirit per River Plate on jugà 77 partits entre 1964 i 1968, alternant la porteria amb Amadeo Carrizo, fins que fou traspassat a Gimnasia y Esgrima, club per al qual disputà 244 partits de lliga entre 1969 i 1974. El 1975 fitxà per Unión de Santa Fe. Un any més tard fitxà per Boca Juniors, on jugà fins a 1988 un total de 381 partits de lliga i 47 de Copa Libertadores. Guanyà tres campionats nacionals, dues Copes Libertadores, i una Copa Intercontinental de futbol amb Boca Juniors.
Fou escollit futbolista argentí de l'any el 1982, i tercer millor porter argentí del segle xx per la IFFHS.
Disputà 18 partits amb la selecció argentina entre 1967 i 1977. Debutà el 13 d'agost de 1967 davant Paraguai. Formà part de la plantilla argentina a la Copa del Món de 1966 però no disputà cap partit. El porter titular fou Antonio Roma. El seu darrer partit internacional fou el 5 de juny de 1977.
Un cop retirat ha continuat relacionat amb el món del futbol col·laborant amb diversos mitjans de comunicació.

## Palmarès
Boca Juniors
- Lliga argentina de futbol: Metropolitano 1976, Metropolitano 1981, Nacional 1976
- Copa Libertadores: 1977, 1978
- Copa Intercontinental de futbol: 1978